# Marie-Émile-Richard Boutaud de Lavilléon
Marie-Emile-Richard Boutaud de Lavilléon, francoski general, * 1893, † 1952.

## Poveljstva
- 5. huzarski polk: 1911 - 12. oktober 1914
- 2. dragonski polk: 1935 - 1937
- 2. huzarski polk: 1. september 1941 - 16. november 1942
- 5. oklepna divizija: 24. februar 1946 - 16. februar 1947